# James Strong (Politiker)
James Strong (* 1783 in Windham, Connecticut; † 8. August 1847 in Chester, New Jersey) war ein US-amerikanischer Jurist und Politiker. Er vertrat zwischen 1819 und 1821 sowie zwischen 1823 und 1831 den Bundesstaat New York im US-Repräsentantenhaus.

## Werdegang
James Strong wurde im letzten Jahr des Unabhängigkeitskrieges in Windham geboren. Er graduierte 1806 an der University of Vermont in Burlington (Vermont). Dann zog er nach Hudson (New York). Politisch gehörte er zu jener Zeit der Föderalistischen Partei an. Bei den Kongresswahlen des Jahres 1818 wurde er im fünften Wahlbezirk von New York in das US-Repräsentantenhaus in Washington, D.C. gewählt, wo er am 4. März 1819 die Nachfolge von Philip J. Schuyler antrat. Er schied nach dem 3. März 1821 aus dem Kongress aus. Im Jahr 1822 kandidierte er im achten Wahlbezirk von New York für einen Kongresssitz. Nach einer erfolgreichen Wahl trat er am 4. März 1823 die Nachfolge von Richard McCarty an. Er wurde drei Mal in Folge wiedergewählt und schied dann nach dem 3. März 1831 aus dem Kongress aus. Als Folge einer Zersplitterung der Demokratisch-Republikanischen Partei vor und während der Präsidentschaft von John Quincy Adams (1825–1829) wechselte seine politische Zugehörigkeit anfangs zu den Adams-Clay Föderalisten (18. Kongress), dann zu der Adams-Fraktion (19. und 20. Kongress) und zuletzt zu der Anti-Jacksonian-Fraktion (21. Kongress). Als Kongressabgeordneter hatte er den Vorsitz über das Committee on Territories (19. und 20. Kongress). Strong verstarb am 8. August 1847 in Chester.